# جيورجي كينيز
جيورجي كينيز (مواليد 23 يونيو 1956) هو لاعب كرة ماء مجري سابق شارك في الألعاب الأولمبية الصيفية 1976.

## روابط خارجية
- جيورجي كينيز على موقع اللجنة الأولمبية الدولية
- جيورجي كينيز على موقع الاتحاد الدولي للسباحة
- جيورجي كينيز
- جيورجي كينيز على موقع سبورتس رفرنس